# Renegade (single van HammerFall)
Renegade is de vierde single van de Zweedse Heavy-en powermetalband HammerFall en werd uitgebracht op 21 augustus in 2000. Het is tevens de eerste single van hun album Renegade. Deze single bevat drie nummers, een screensaver en een bonus video.
Het tweede nummer is afkomstig van het album “Power From The North – Sweden Rocks The World”.
Het derde nummer komt van het compilatiealbum “A Tribute To Accept – Vol. 1″.

## Lijst van nummers
| Nr. | Titel                   | Schrijver(s)                    | Duur |
| --- | ----------------------- | ------------------------------- | ---- |
| 1.  | Renegade                | Dronjak, Cans, Jesper Strömblad | 4:24 |
| 2.  | Run with the Devil      | R. Wahlqvist                    | 3:39 |
| 3.  | Head Over Heels         | Accept & Deaffy                 | 4:35 |
| 4.  | HammerFall in WireWorld |                                 |      |

### Bonusmateriaal
- Beeldmateriaal van achter de schermen tijdens de opnamen.
- Screensaver van HammerFall.

## Bezetting
| Naam             | Functie                       |
| ---------------- | ----------------------------- |
| Joacim Cans      | leadzanger, achtergrondzanger |
| Oscar Dronjak    | gitarist, achtergrondzanger   |
| Stefan Elmgren   | leadgitarist                  |
| Magnus Rosén     | basgitarist                   |
| Anders Johansson | drummer                       |

## Gastartiesten
- Nummer 1: zang, gitaar en keyboard door Kai Hansen, achtergrondzang door Udo Dirkschneider.
- Nummer 2: De gebroeders Wahlqvist fungeerden als achtergrondzangers.
- Nummer 3: Udo Dirkschneider als leadzanger en Kai Hansen als achtergrondzanger.

## Releasegegevens
- Een 7" rode Vinyl met beperkte oplage dat twee nummers bevat: "Renegade" op de A-zijde en "Head Over Heels" op de B-zijde.
- Een gelimiteerde persing in zwart vinyl met "Renegade" en "Run with the Devil" waarvan maar een handvol exemplaren gemaakt zijn.